# Craugastor laticeps
Craugastor laticeps är en groddjursart som först beskrevs av Duméril 1853.  Craugastor laticeps ingår i släktet Craugastor och familjen Craugastoridae. IUCN kategoriserar arten globalt som nära hotad. Inga underarter finns listade i Catalogue of Life.